# يان بوكانان (ممثل)
يان بوكانان (بالإنجليزية: Ian Buchanan)‏ هو ممثل بريطاني، ولد في 16 يونيو 1957 في هميلتون في المملكة المتحدة.

## أعمال

### أفلام
- (2002) غرفة الذعر[6]

### مسلسلات
- المربية
- إيلياس
- فرقة العدالة

## وصلات خارجية
- يان بوكانان على موقع IMDb (الإنجليزية)
- يان بوكانان على موقع ألو سيني (الفرنسية)
- يان بوكانان على موقع ميوزك برينز (الإنجليزية)
- يان بوكانان على موقع أول موفي (الإنجليزية)
- يان بوكانان على موقع قاعدة بيانات الأفلام السويدية (السويدية)
- يان بوكانان على موقع إن إن دي بي (الإنجليزية)
- يان بوكانان على موقع قاعدة بيانات الفيلم (الإنجليزية)
- يان بوكانان على موقع كينوبويسك (الروسية)